# Microgadus tomcod

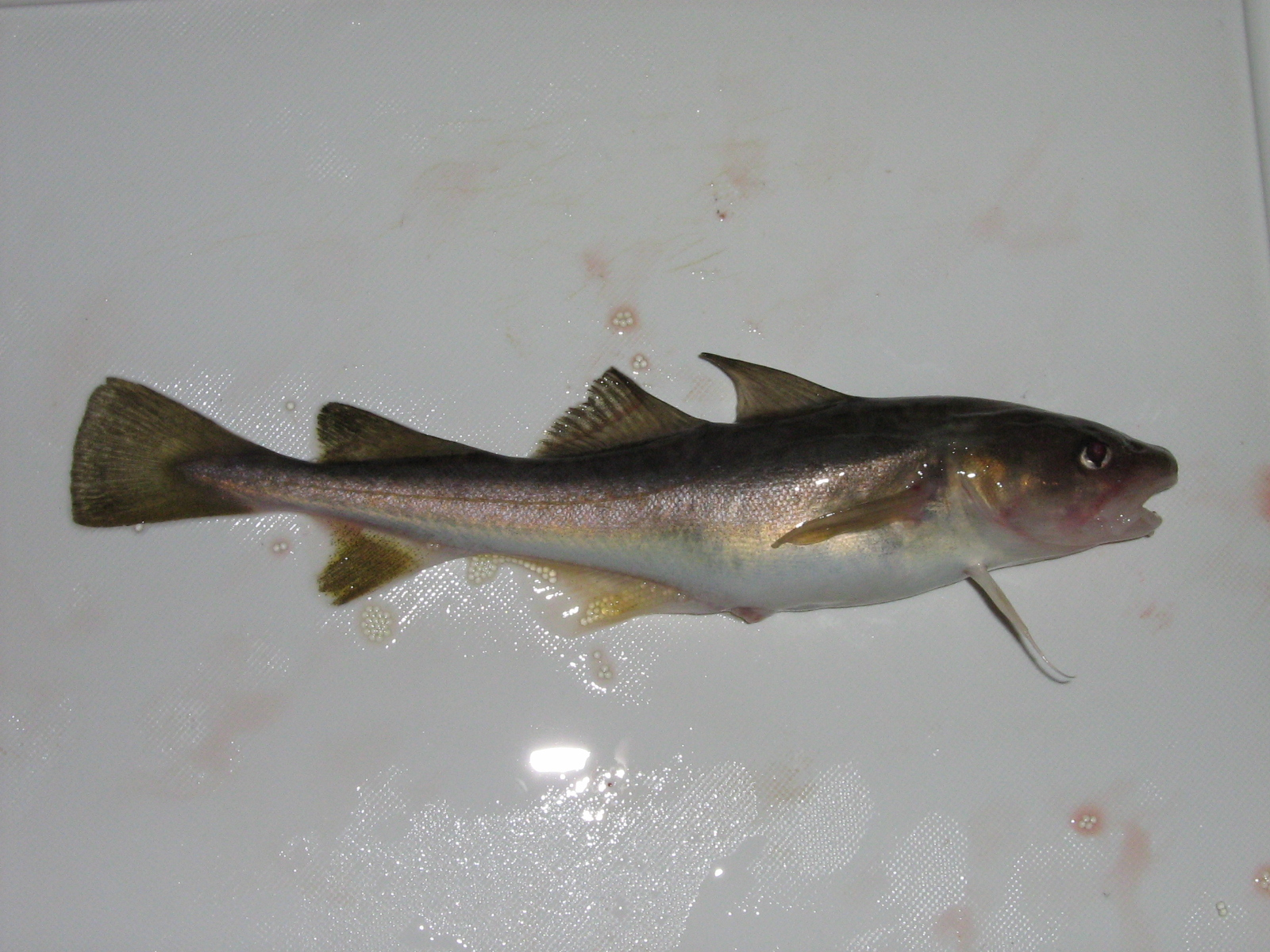
Microgadus tomcod

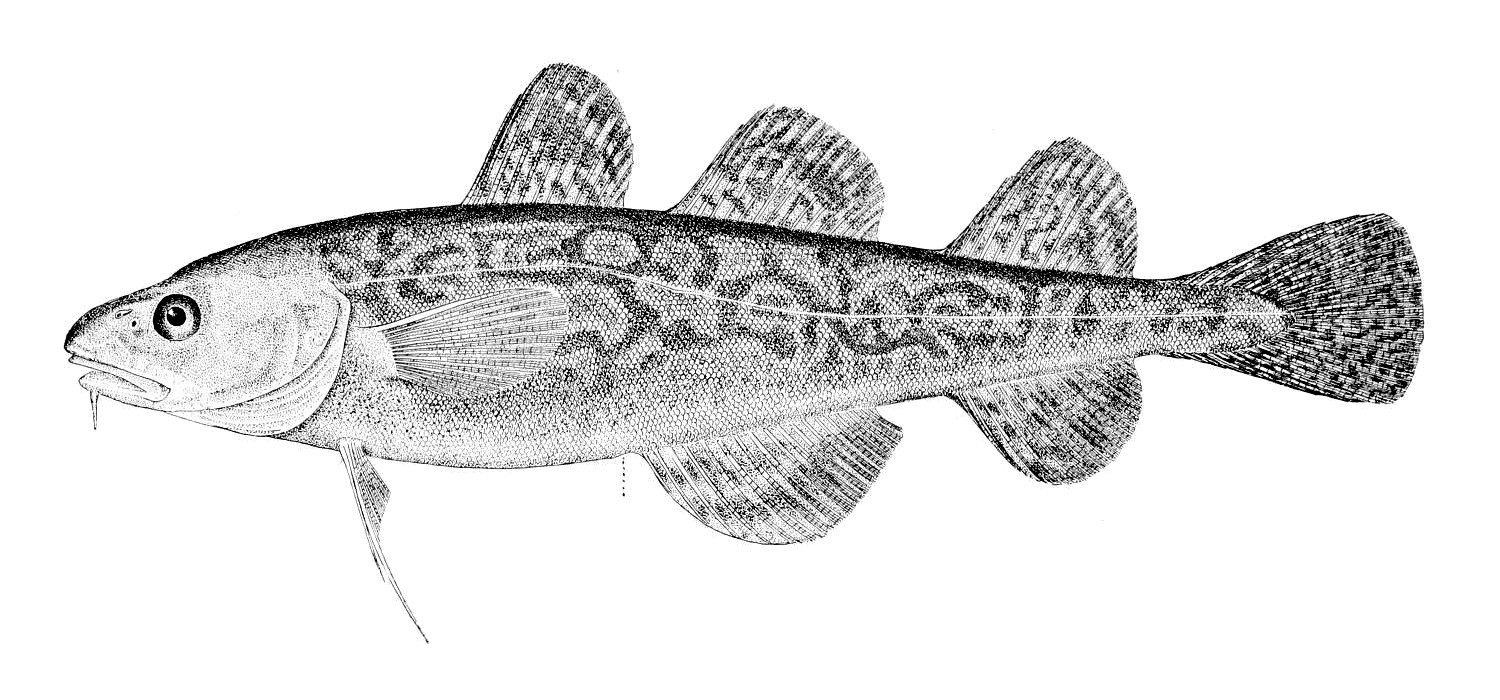
Il·lustració de Natural History of Useful Aquatic Animals (circa 1880)

Microgadus tomcod és una espècie de peix pertanyent a la família dels gàdids.

## Descripció
- Pot arribar a fer 38,1 cm de llargària màxima i un pes màxim de 570 g (la mitjana és de 45).
- Cos allargat, de color marró verd oliva o groc al dors (més pàl·lid al ventre) i amb taques fosques als flancs i les aletes.
- Cap petit amb els ulls relativament xicotets també.
- Aletes pelvianes amb un filament lleugerament allargat.[3][4]

## Reproducció
Té lloc des del novembre fins al febrer (el gener n'és el mes de màxima intensitat) a les aigües salades o salabroses poc fondes dels estuaris o de les desembocadures dels rius. Els ous fan 1,5 mm de diàmetre, contenen una mena de glòbul farcit de greix i s'enfonsen fins al fons on es mantenen units junts o adherits a qualsevol suport disponible (com ara, algues i pedres).

## Alimentació
Menja principalment petits crustacis (sobretot, gambes i amfípodes) i, en menor mesura, cucs, mol·luscs petits, calamars i peixos (incloent-hi llobarros i arengs).

## Depredadors
És depredat als Estats Units per Morone saxatilis i el tallahams (Pomatomus saltator).

## Hàbitat
És un peix d'aigua marina, dolça i salabrosa; demersal; anàdrom i de clima temperat (52°N-36°N, 77°W-52°W), el qual viu entre 0-69 m de fondària. Algunes poblacions viuen aïllades en diversos llacs.

## Distribució geogràfica
Es troba a l'Atlàntic nord-occidental: des del sud de la península del Labrador -el Canadà- fins a Virgínia -els Estats Units-.

## Observacions
És inofensiu per als humans i mostra una certa tolerància a la contaminació, ja que, després que l'empresa General Electric estigués vessant bifenils policlorats (PCB) al riu Hudson entre els anys 1947 i 1976, els científics van trobar que els exemplars d'aquesta espècie que hi vivien havien desenvolupat una major resistència a la toxicitat d'aquella substància mercès a una mutació genètica que afectava al 99% dels exemplars de l'esmentat riu (enfront del menys del 10% en altres indrets).